# Ralf Köpke

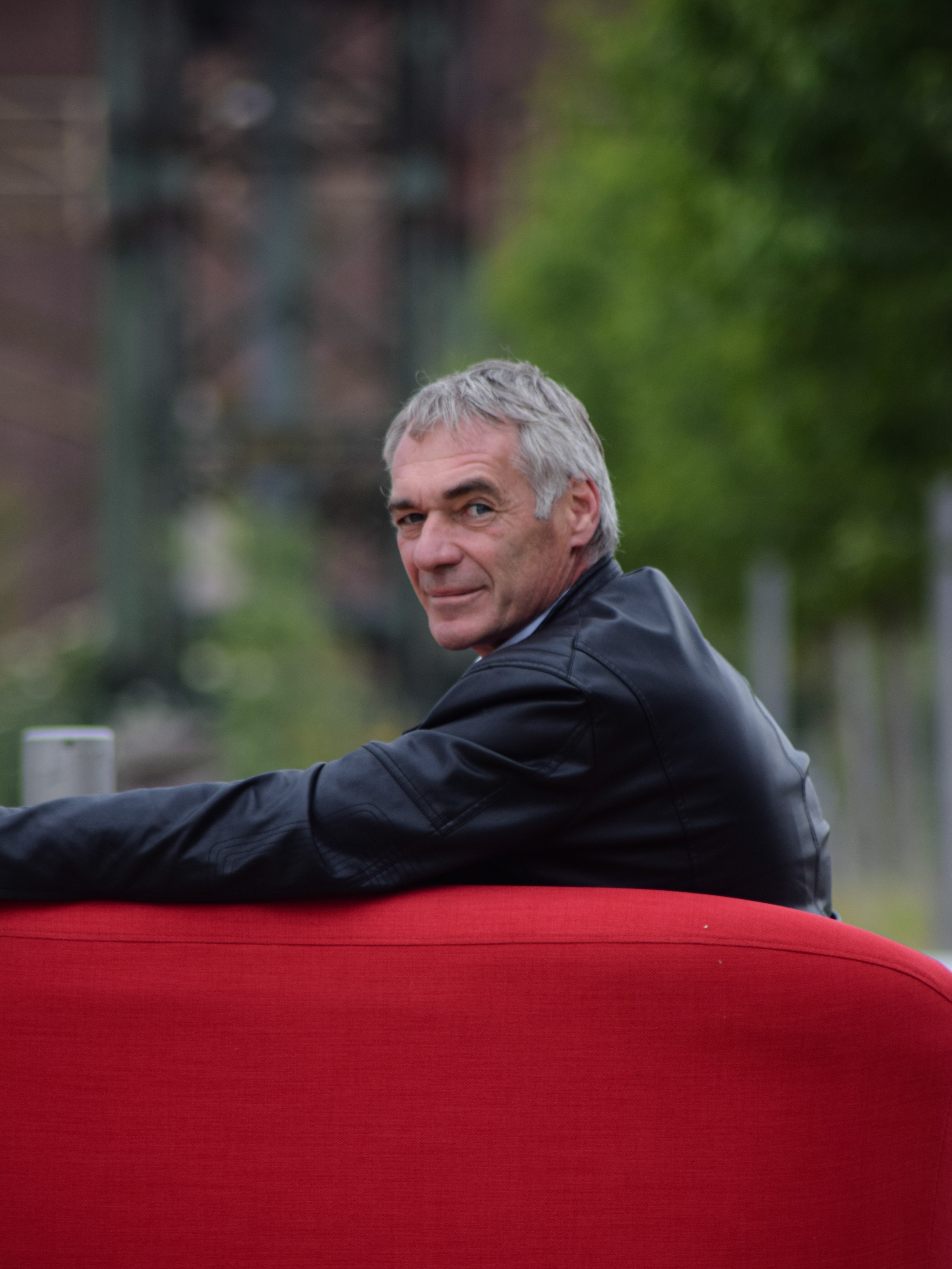
Ralf Köpke (2020)

Ralf Köpke (* 18. Januar 1961 in Moers-Kapellen) ist hauptamtlicher Bürgermeister der Stadt Neukirchen-Vluyn im Kreis Wesel.

## Werdegang
Köpke legte sein Abitur 1980 am Julius-Stursberg Gymnasium in Neukirchen-Vluyn ab. Nach seinem Zivildienst folgte von 1982 bis 1988 das Studium der Erziehungswissenschaften an der Universität Duisburg, das er als Diplom-Erziehungswissenschaftler abschloss.
In der Zeit von 1990 bis 1997 war er in verschiedenen Jugendeinrichtungen tätig, unter anderem als Leiter der Jugendeinrichtung im Jugendgemeinschaftswerk Dinslaken. Anschließend arbeitete er von 1997 bis 2012 als Projektleiter und stellvertretender Geschäftsführer der Pro Arbeit Niederrhein. Von 2012 bis 2017 wirkte er als Gewerkschafts- und Projektsekretär bei der IG Metall Krefeld und danach bis 2020 als  Geschäftsführer beim Deutschen Gewerkschaftsbund in Düsseldorf.
Seit 2020 ist Köpke Bürgermeister der Stadt Neukirchen-Vluyn.
In den vergangenen 40 Jahren hat er sich in zahlreichen Institutionen und bei Verbänden ehrenamtlich eingebracht, unter anderem als Sozialrichter beim Sozialgericht Duisburg.

## Privates
Ralf Köpke ist verheiratet und hat drei Kinder. Er ist großer Fußballfan und hat bis 2020 bei den Alten Herren der GSV Moers gespielt. Der Niederrheiner ist in einer politischen Familie aufgewachsen, sein Vater war Bergmann auf Niederberg und Mitglied in der IGBCE.

## Politische Laufbahn
Köpke trat als parteiloser Kandidat bei der Kommunalwahl 2020 an, nominiert wurde er von der SPD. Dabei siegte er in der Stichwahl überraschend gegen den langjährigen Amtsinhaber Harald Lenßen. Im ersten Wahlgang am 13. September 2020 lag Lenßen mit 48,3 % vor Köpke, der 36,34 % erzielt hatte, wodurch eine Stichwahl erforderlich wurde.
Köpke, der anfangs einen geringen Bekanntheitsgrad hatte, tourte monatelang mit einem roten Sofa durch die Wohnquartiere, um mit den Menschen ins Gespräch zu kommen. Vier Hofgespräche fanden dabei auf dem historischen Winkelshof statt. Dazu lud er prominente Gäste ein wie den Oberbürgermeister der Stadt Duisburg, Sören Link, den Kamp Lintforter Bürgermeister Christoph Landscheidt, die Bundestagsabgeordnete der Partei Die Linke, Sahra Wagenknecht und  Annelie Buntenbach, damaliges Mitglied des geschäftsführenden Bundesvorstandes des DGB.
Aufsehen erregte eine Aktion von politischen Gegnern, die Wahlplakate mit roten Socken dekorierten und damit auf die Rote Socken Kampagne anspielten.
In der Stichwahl am 27. September 2020 gewann Köpke knapp mit 51,5 % der Stimmen.